# 德拉甘·德拉什科维奇
德拉甘·德拉什科维奇（羅馬化：Dragan Drašković，1988年9月1日—），黑山男子水球运动员。他曾代表黑山国家队参加2012年夏季奥林匹克运动会水球比赛，获得第四名。